# Mortalité en France
Pour un article plus général, voir Démographie de la France.

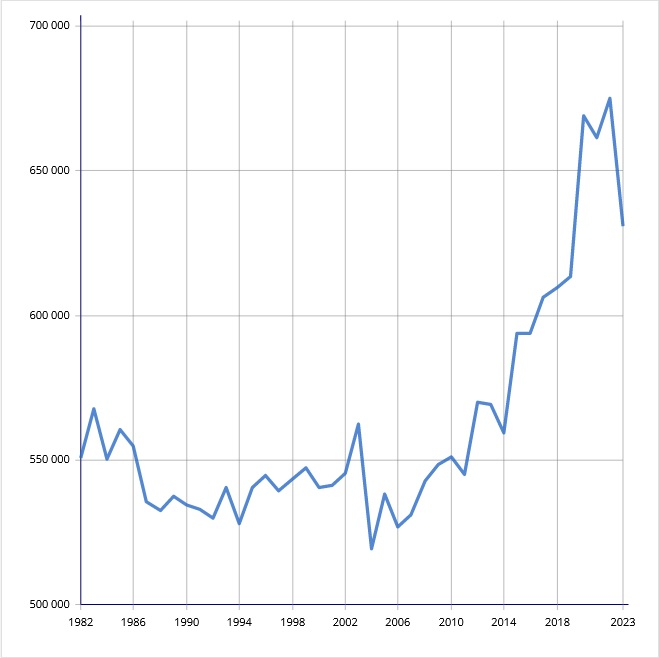
Historique du nombre de décès en France entre 1982 et 2023, Insee.

En 2023, le nombre total de décès en France (outre-mers inclus) est de 638 000 pour une population de 68,4 millions. Le taux de mortalité pour 1 000 habitants est estimé à 9,2.
En 2017, les quatre principales causes de mortalité en France, tous sexes confondus, sont les tumeurs malignes (28,33 %), les maladies cardiovasculaires (23,77 %), les maladies de l’appareil respiratoire (7,41 %) et les causes externes (6,52 %).
L'analyse de la mortalité en France permet de guider les objectifs de santé publique de la France,.

## Recensement des décès

### Récupération des données
Les données des causes de décès sont collectées de manière officielle et régulière en France depuis 1925, avec depuis 1937 une circulaire créant le certificat médical de décès, rempli par un médecin et cacheté pour assurer sa confidentialité.
Depuis 2007, il est possible de déclarer un décès à l'aide d'une procédure de « certification électronique des décès », les médecins certificateurs transmettent l'information au CépiDc en remplissant un formulaire sur un poste informatique. Ils peuvent pour cela s'authentifier à l'aide de leur carte de professionnel de santé.

### Utilisation
La Drees, le CépiDc et Santé publique France analysent les causes médicales de décès en se basant sur les certificats transmis au CépiDc.
L'Insee se base également sur les données du CépiDc.
Les données des causes de décès sont envoyées à Eurostat, l'agence statistique européenne, et à l'Organisation mondiale de la santé.
Les données sont partagées publiquement à travers des publications régulières ou directement accessibles à travers l'initiative open data (lien ).

### Normalisation
Le Cépidc utilise la Liste européenne succincte des causes de décès (COD 2012), comprenant 86 entrées et se basant elle-même sur la Classification internationale des maladies (CIM 10),.
Afin de faciliter la comparaison entre différentes populations dans le temps, un taux de mortalité standardisé est utilisé.

### Limitations
- La Guadeloupe, la Réunion et la Martinique ne sont pris en compte que depuis 2000[10].
- La Guyane n'est prise en compte que depuis 2001[10].
- Mayotte n'est prise en compte que depuis 2014[10].
- Absence de remonté des certificats médicaux de décès vers le CépiDc pour environ 2% des décès chaque année. Les décès sont alors reclassés dans la catégorie "Symptômes et états morbides mal définis" (R99)[4].
- Les maladies iatrogènes ne sont pas récensées[13]. Le Ceprim estime qu'elles causent 10 000 morts par an en France[14].

## Nombre de décès et taux de mortalité

### Entre 1980 et 2013
En France métropolitaine, l'Insee a recensé :
- Entre 520 000 et 570 000 décès.
- Un taux de mortalité pour 1 000 habitants entre 8,3 et 10,1.

### Depuis 2014
| Année | Décès   | Évolution / Année | %       |                 | Taux de mortalité pour 1 000 habitants | Évolution / Année |                 |
| ----- | ------- | ----------------- | ------- | --------------- | -------------------------------------- | ----------------- | --------------- |
| 2014  | 559 293 |                   |         |                 | 8,4                                    |                   |                 |
| 2015  | 593 680 | 34 387            | 6,15 %  | en diminution   | 8,9                                    | 0,5               | en diminution   |
| 2016  | 593 865 | 185               | 0,03 %  | en diminution   | 8,9                                    | 0                 | en stagnation   |
| 2017  | 606 274 | 12 409            | 2,09 %  | en diminution   | 9,1                                    | 0,2               | en diminution   |
| 2018  | 609 648 | 3 374             | 0,56 %  | en diminution   | 9,1                                    | 0                 | en stagnation   |
| 2019  | 613 243 | 3 595             | 0,59    | en diminution   | 9,1                                    | 0                 | en stagnation   |
| 2020  | 668 922 | 55 679            | 9,08 %  | en diminution   | 9,9                                    | 0,8               | en diminution   |
| 2021  | 661 585 | -7 337            | -1,10 % | en augmentation | 9,7                                    | -0,2              | en augmentation |
| 2022  | 673 637 | 12 052            | 1,82 %  | en diminution   | 9,8                                    | 0,1               | en diminution   |
| 2023  | 638 266 | -35 371           | -6,5 %  | en augmentation | 9,2                                    | -0,6              | en augmentation |

### Explication des fortes augmentations depuis 2014
2015 peut s'expliquer par une cause structurelle comme le vieillissement des baby boomers qui atteignent un âge où ils sont plus fragiles, mais aussi des facteurs plus conjoncturels comme une épidémie de grippe particulièrement virulente au premier trimestre, plusieurs épisodes de canicule en juillet et en août, et une vague de froid en octobre.
2017 peut s'expliquer par l’épidémie de grippe hivernale marquée par une surmortalité de 13 000 décès en France métropolitaine,.
2020, 2021 et 2022 sont marquées par la pandémie de Covid-19.

### En 2020 par genre et tranches d'âge
|              |  | Décès   | Décès   | Décès    |  | Taux de mortalité pour 1 000 habitants | Taux de mortalité pour 1 000 habitants | Taux de mortalité pour 1 000 habitants |
| Âge          |  | Femme   | Homme   | Ensemble |  | Femme                                  | Homme                                  | Ensemble                               |
| Ensemble     |  | 333 903 | 335 019 | 668 922  |  | 9,57                                   | 10,26                                  | 9,9                                    |
| Moins d’1 an |  | 1 074   | 1 298   | 2 372    |  | 2,99                                   | 3,45                                   | 3,23                                   |
| 1 à 4 ans    |  | 291     | 361     | 652      |  | 0,2                                    | 0,24                                   | 0,22                                   |
| 5 à 9 ans    |  | 111     | 187     | 298      |  | 0,06                                   | 0,09                                   | 0,07                                   |
| 10 à 14 ans  |  | 147     | 203     | 350      |  | 0,07                                   | 0,09                                   | 0,08                                   |
| 15 à 19 ans  |  | 265     | 615     | 880      |  | 0,13                                   | 0,29                                   | 0,21                                   |
| 20 à 24 ans  |  | 394     | 1 075   | 1 469    |  | 0,21                                   | 0,54                                   | 0,38                                   |
| 25 à 29 ans  |  | 438     | 1 228   | 1 666    |  | 0,23                                   | 0,67                                   | 0,45                                   |
| 30 à 34 ans  |  | 740     | 1 667   | 2 407    |  | 0,36                                   | 0,84                                   | 0,59                                   |
| 35 à 39 ans  |  | 1 082   | 2 352   | 3 434    |  | 0,5                                    | 1,15                                   | 0,82                                   |
| 40 à 44 ans  |  | 1 756   | 3 357   | 5 113    |  | 0,83                                   | 1,65                                   | 1,23                                   |
| 45 à 49 ans  |  | 3 120   | 5 964   | 9 084    |  | 1,39                                   | 2,7                                    | 2,04                                   |
| 50 à 54 ans  |  | 5 168   | 9 365   | 14 533   |  | 2,29                                   | 4,28                                   | 3,27                                   |
| 55 à 59 ans  |  | 7 635   | 14 499  | 22 134   |  | 3,37                                   | 6,74                                   | 5,01                                   |
| 60 à 64 ans  |  | 10 899  | 21 243  | 32 142   |  | 5,03                                   | 10,7                                   | 7,74                                   |
| 65 à 69 ans  |  | 15 040  | 28 651  | 43 691   |  | 7,26                                   | 15,63                                  | 11,19                                  |
| 70 à 79 ans  |  | 44 543  | 74 252  | 118 795  |  | 13,62                                  | 26,89                                  | 19,7                                   |
| 80 à 89 ans  |  | 104 459 | 103 706 | 208 165  |  | 51,67                                  | 79,53                                  | 62,59                                  |
| 90 à 110 ans |  | 136 741 | 64 996  | 201 737  |  | 185,34                                 | 234,83                                 | 198,84                                 |

### Projections entre 2025 et 2070
|        | Projections | Projections |
| Années | 2006        | 2021        |
| ------ | ----------- | ----------- |
| 2025   | 619 356     | 645 629     |
| 2030   | 637 634     | 679 502     |
| 2035   | 674 493     | 723 847     |
| 2040   | 726 966     | 771 695     |
| 2045   | 762 805     | 795 697     |
| 2049   | 772 599     | 798 008     |
| 2055   | nc          | 796 288     |
| 2060   | nc          | 792 831     |
| 2065   | nc          | 782 234     |
| 2070   | nc          | 768 116     |

## Décès par cause

### En 2013
|                                                               | Femmes            | Hommes            | Ensemble          |
| ------------------------------------------------------------- | ----------------- | ----------------- | ----------------- |
| Maladies infectieuses et parasitaires                         | 2,0 %             | 1,8 %             | 1,9 %             |
| Tumeurs du larynx, trachée, bronches et poumon                | 2,9 %             | 8,2 %             | 5,6 %             |
| Tumeurs du côlon                                              | 2,2 %             | 2,3 %             | 2,2 %             |
| Tumeurs du rectum et de l’anus                                | 0,7 %             | 0,9 %             | 0,8 %             |
| Tumeurs du sein                                               | 4,2 %             | 0,0 %             | 2,1 %             |
| Autres tumeurs                                                | 14,5 %            | 21,5 %            | 18 %              |
| Troubles mentaux et du comportement                           | 4,8 %             | 3,2 %             | 4,0 %             |
| Accident vasculaire cérébral                                  | 6,7 %             | 4,7 %             | 5,7 %             |
| Cardiopathies ischémiques                                     | 5,1 %             | 6,9 %             | 6,0 %             |
| Autres maladies de l’appareil circulatoire                    | 15,2 %            | 11,3 %            | 13,3 %            |
| Maladies de l’appareil respiratoire                           | 6,5 %             | 6,8 %             | 6,6 %             |
| Maladies de l’appareil digestif                               | 3,8 %             | 4,3 %             | 4,0 %             |
| Causes externes (Dont accidents de transport) (Dont suicides) | 5,3 % 0,3 % 0,9 % | 7,6 % 0,8 % 2,6 % | 6,5 % 0,5 % 1,7 % |
| Autres causes                                                 | 26,2 %            | 20,5 %            | 23.3 %            |

### En 2020
| Catégorie                                                                                    | Cause de décès                                                                               | Décès   | %        |
| -------------------------------------------------------------------------------------------- | -------------------------------------------------------------------------------------------- | ------- | -------- |
| Toutes causes                                                                                | Toutes causes                                                                                | 667 496 | 100,00 % |
| Covid-19                                                                                     | Covid-19                                                                                     | 69 249  | 10,37 %  |
| Maladies infectieuses et parasitaires                                                        | Maladies infectieuses et parasitaires                                                        | 11 056  | 1,66 %   |
| Maladies infectieuses et parasitaires                                                        | Tuberculose                                                                                  | 295     | 0,04 %   |
| Maladies infectieuses et parasitaires                                                        | Hépatites virales                                                                            | 351     | 0,05 %   |
| Maladies infectieuses et parasitaires                                                        | Sida (maladie vih)                                                                           | 202     | 0,03 %   |
| Tumeurs                                                                                      | Tumeurs                                                                                      | 170 805 | 25,59 %  |
| Tumeurs                                                                                      | Tumeur maligne de l’œsophage                                                                 | 3 630   | 0,54 %   |
| Tumeurs                                                                                      | Tumeurs du côlon, du rectum et de l’anus                                                     | 17 197  | 2,58 %   |
| Tumeurs                                                                                      | Tumeur maligne du pancréas                                                                   | 12 476  | 1,87 %   |
| Tumeurs                                                                                      | Tumeurs de la trachée, du poumon                                                             | 30 935  | 4,63 %   |
| Tumeurs                                                                                      | Tumeurs du sein                                                                              | 13 008  | 1,95 %   |
| Tumeurs                                                                                      | Tumeurs malignes de la lèvre. de la cavité buccale et du pharynx                             | 3 636   | 0,54 %   |
| Tumeurs                                                                                      | Tumeur maligne de l’estomac                                                                  | 4 258   | 0,64 %   |
| Tumeurs                                                                                      | Tumeur maligne du foie et des voies biliaires intrahépatiques                                | 8 727   | 1,31 %   |
| Tumeurs                                                                                      | Tumeur maligne du col de l’utérus                                                            | 769     | 0,12 %   |
| Tumeurs                                                                                      | Tumeur maligne d’autres parties de l’utérus                                                  | 2 845   | 0,43 %   |
| Tumeurs                                                                                      | Tumeur maligne de l’ovaire                                                                   | 3 341   | 0,50 %   |
| Tumeurs                                                                                      | Tumeur maligne de la prostate                                                                | 9 178   | 1,37 %   |
| Tumeurs                                                                                      | Tumeur maligne du rein                                                                       | 3 483   | 0,52 %   |
| Tumeurs                                                                                      | Tumeur maligne de la vessie                                                                  | 5 345   | 0,80 %   |
| Tumeurs                                                                                      | Tumeur maligne du cerveau et du système nerveux central                                      | 4 035   | 0,60 %   |
| Tumeurs                                                                                      | Maladie de hodgkin et lymphomes                                                              | 4 875   | 0,73 %   |
| Tumeurs                                                                                      | Leucémie                                                                                     | 6 165   | 0,92 %   |
| Maladies du sang et des organes hématopoïétiques et certains troubles du système immunitaire | Maladies du sang et des organes hématopoïétiques et certains troubles du système immunitaire | 2 802   | 0,42 %   |
| Maladies endocriniennes. nutritionnelles et métaboliques                                     | Maladies endocriniennes. nutritionnelles et métaboliques                                     | 23 597  | 3,54 %   |
| Maladies endocriniennes. nutritionnelles et métaboliques                                     | Diabète sucré                                                                                | 12 264  | 1,84 %   |
| Troubles mentaux et du comportement                                                          | Troubles mentaux et du comportement                                                          | 25 386  | 3,80 %   |
| Troubles mentaux et du comportement                                                          | Démence                                                                                      | 18 595  | 2,79 %   |
| Troubles mentaux et du comportement                                                          | Abus d’alcool (y compris psychose alcoolique)                                                | 2 472   | 0,37 %   |
| Maladies du système nerveux et des organes des sens                                          | Maladies du système nerveux et des organes des sens                                          | 37 615  | 5,64 %   |
| Maladies du système nerveux et des organes des sens                                          | Maladie d’Alzheimer                                                                          | 18 243  | 2,73 %   |
| Maladies du système nerveux et des organes des sens                                          | Maladie de Parkinson                                                                         | 7 013   | 1,05 %   |
| Maladies cardio-neurovasculaires                                                             | Maladies cardio-neurovasculaires                                                             | 134 761 | 20,19 %  |
| Maladies cardio-neurovasculaires                                                             | Cardiopathies ischémiques                                                                    | 31 092  | 4,66 %   |
| Maladies cardio-neurovasculaires                                                             | Autres maladies du cœur                                                                      | 48 060  | 7,20 %   |
| Maladies cardio-neurovasculaires                                                             | Accident vasculaire cérébral                                                                 | 31 112  | 4,66 %   |
| Maladies cardio-neurovasculaires                                                             | Autres maladies cardio-neurovasculaires                                                      | 24 497  | 3,67 %   |
| Maladies de l’appareil respiratoire                                                          | Maladies de l’appareil respiratoire                                                          | 38 708  | 5,80 %   |
| Maladies de l’appareil respiratoire                                                          | Grippe                                                                                       | 871     | 0,13 %   |
| Maladies de l’appareil respiratoire                                                          | Pneumonie                                                                                    | 11 559  | 1,73 %   |
| Maladies de l’appareil respiratoire                                                          | Maladies chroniques des voies respiratoires inférieures                                      | 10 092  | 1,51 %   |
| Maladies de l’appareil digestif                                                              | Maladies de l’appareil digestif                                                              | 24 977  | 3,74 %   |
| Maladies de l’appareil digestif                                                              | Cirrhoses. fibroses et hépatites chroniques                                                  | 6 777   | 1,02 %   |
| Maladies de la peau et du tissu cellulaire sous-cutané                                       | Maladies de la peau et du tissu cellulaire sous-cutané                                       | 1 639   | 0,25 %   |
| Maladies du système ostéo-articulaire, des muscles et du tissu conjonctif                    | Maladies du système ostéo-articulaire, des muscles et du tissu conjonctif                    | 4 023   | 0,60 %   |
| Maladies de l’appareil génito-urinaire                                                       | Maladies de l’appareil génito-urinaire                                                       | 12 090  | 1,81 %   |
| Maladies de l’appareil génito-urinaire                                                       | Maladies du rein et de l’uretère                                                             | 8 579   | 1,29 %   |
| Complications de grossesse, accouchement et puerpéralité                                     | Complications de grossesse, accouchement et puerpéralité                                     | 41      | 0,01 %   |
| Certaines affections l’origine se situe dans la période périnatale                           | Certaines affections l’origine se situe dans la période périnatale                           | 1 443   | 0,22 %   |
| Malformations congénitales et anomalies chromosomiques                                       | Malformations congénitales et anomalies chromosomiques                                       | 1 502   | 0,23 %   |
| Symptômes et états morbides mal définis                                                      | Symptômes et états morbides mal définis                                                      | 67 770  | 10,15 %  |
| Causes externes de morbidité et mortalité                                                    | Causes externes de morbidité et mortalité                                                    | 40 032  | 6,00 %   |
| Causes externes de morbidité et mortalité                                                    | Accidents de transport                                                                       | 2 144   | 0,32 %   |
| Causes externes de morbidité et mortalité                                                    | Suicides et lésions auto-infligées                                                           | 8 986   | 1,35 %   |
| Causes externes de morbidité et mortalité                                                    | Noyades                                                                                      | 668     | 0,10 %   |
| Causes externes de morbidité et mortalité                                                    | Chutes accidentelles                                                                         | 9 073   | 1,36 %   |
| Causes externes de morbidité et mortalité                                                    | Homicides                                                                                    | 461     | 0,07 %   |

### Par sexe
|                                                                                              |                                                                                              | Femme   | Femme    | Femme    | Homme   | Homme    | Homme   | Ensemble | Ensemble |
| Catégorie                                                                                    | Cause de décès                                                                               | Décès   | %        | % / ⚥    | Décès   | %        | % / ⚥   | Décès    | %        |
| -------------------------------------------------------------------------------------------- | -------------------------------------------------------------------------------------------- | ------- | -------- | -------- | ------- | -------- | ------- | -------- | -------- |
| Toutes causes                                                                                | Toutes causes                                                                                | 333 462 | 100,00 % | 49,96 %  | 334 034 | 100,00 % | 50,04 % | 667 496  | 100,00 % |
| Covid-19                                                                                     | Covid-19                                                                                     | 34 170  | 10,25 %  | 49,34 %  | 35 079  | 10,50 %  | 50,66 % | 69 249   | 10,37 %  |
| Maladies infectieuses et parasitaires                                                        | Maladies infectieuses et parasitaires                                                        | 5 710   | 1,71 %   | 51,65 %  | 5 346   | 1,60 %   | 48,35 % | 11 056   | 1,66 %   |
| Maladies infectieuses et parasitaires                                                        | Tuberculose                                                                                  | 125     | 0,04 %   | 42,37 %  | 170     | 0,05 %   | 57,63 % | 295      | 0,04 %   |
| Maladies infectieuses et parasitaires                                                        | Hépatites virales                                                                            | 131     | 0,04 %   | 37,32 %  | 220     | 0,07 %   | 62,68 % | 351      | 0,05 %   |
| Maladies infectieuses et parasitaires                                                        | Sida (maladie vih)                                                                           | 56      | 0,02 %   | 27,72 %  | 146     | 0,04 %   | 72,28 % | 202      | 0,03 %   |
| Tumeurs                                                                                      | Tumeurs                                                                                      | 75 243  | 22,56 %  | 44,05 %  | 95 562  | 28,61 %  | 55,95 % | 170 805  | 25,59 %  |
| Tumeurs                                                                                      | Tumeur maligne de l’œsophage                                                                 | 894     | 0,27 %   | 24,63 %  | 2 736   | 0,82 %   | 75,37 % | 3 630    | 0,54 %   |
| Tumeurs                                                                                      | Tumeurs du côlon, du rectum et de l’anus                                                     | 8 087   | 2,43 %   | 47,03 %  | 9 110   | 2,73 %   | 52,97 % | 17 197   | 2,58 %   |
| Tumeurs                                                                                      | Tumeur maligne du pancréas                                                                   | 6 191   | 1,86 %   | 49,62 %  | 6 285   | 1,88 %   | 50,38 % | 12 476   | 1,87 %   |
| Tumeurs                                                                                      | Tumeurs de la trachée, du poumon                                                             | 9 914   | 2,97 %   | 32,05 %  | 21 021  | 6,29 %   | 67,95 % | 30 935   | 4,63 %   |
| Tumeurs                                                                                      | Tumeurs du sein                                                                              | 12 800  | 3,84 %   | 98,40 %  | 208     | 0,06 %   | 1,60 %  | 13 008   | 1,95 %   |
| Tumeurs                                                                                      | Tumeurs malignes de la lèvre. de la cavité buccale et du pharynx                             | 904     | 0,27 %   | 24,86 %  | 2 732   | 0,82 %   | 75,14 % | 3 636    | 0,54 %   |
| Tumeurs                                                                                      | Tumeur maligne de l’estomac                                                                  | 1 548   | 0,46 %   | 36,36 %  | 2 710   | 0,81 %   | 63,64 % | 4 258    | 0,64 %   |
| Tumeurs                                                                                      | Tumeur maligne du foie et des voies biliaires intrahépatiques                                | 2 540   | 0,76 %   | 29,11 %  | 6 187   | 1,85 %   | 70,89 % | 8 727    | 1,31 %   |
| Tumeurs                                                                                      | Tumeur maligne du col de l’utérus                                                            | 769     | 0,23 %   | 100,00 % | 0       | 0,00 %   | 0,00 %  | 769      | 0,12 %   |
| Tumeurs                                                                                      | Tumeur maligne d’autres parties de l’utérus                                                  | 2 844   | 0,85 %   | 99,96 %  | 1       | 0,00 %   | 0,04 %  | 2 845    | 0,43 %   |
| Tumeurs                                                                                      | Tumeur maligne de l’ovaire                                                                   | 3 340   | 1,00 %   | 99,97 %  | 1       | 0,00 %   | 0,03 %  | 3 341    | 0,50 %   |
| Tumeurs                                                                                      | Tumeur maligne de la prostate                                                                | 1       | 0,00 %   | 0,01 %   | 9 177   | 2,75 %   | 99,99 % | 9 178    | 1,37 %   |
| Tumeurs                                                                                      | Tumeur maligne du rein                                                                       | 1 217   | 0,36 %   | 34,94 %  | 2 266   | 0,68 %   | 65,06 % | 3 483    | 0,52 %   |
| Tumeurs                                                                                      | Tumeur maligne de la vessie                                                                  | 1 265   | 0,38 %   | 23,67 %  | 4 080   | 1,22 %   | 76,33 % | 5 345    | 0,80 %   |
| Tumeurs                                                                                      | Tumeur maligne du cerveau et du système nerveux central                                      | 1 714   | 0,51 %   | 42,48 %  | 2 321   | 0,69 %   | 57,52 % | 4 035    | 0,60 %   |
| Tumeurs                                                                                      | Maladie de hodgkin et lymphomes                                                              | 2 116   | 0,63 %   | 43,41 %  | 2 759   | 0,83 %   | 56,59 % | 4 875    | 0,73 %   |
| Tumeurs                                                                                      | Leucémie                                                                                     | 2 720   | 0,82 %   | 44,12 %  | 3 445   | 1,03 %   | 55,88 % | 6 165    | 0,92 %   |
| Maladies du sang et des organes hématopoïétiques et certains troubles du système immunitaire | Maladies du sang et des organes hématopoïétiques et certains troubles du système immunitaire | 1 550   | 0,46 %   | 55,32 %  | 1 252   | 0,37 %   | 44,68 % | 2 802    | 0,42 %   |
| Maladies endocriniennes. nutritionnelles et métaboliques                                     | Maladies endocriniennes. nutritionnelles et métaboliques                                     | 12 954  | 3,88 %   | 54,90 %  | 10 643  | 3,19 %   | 45,10 % | 23 597   | 3,54 %   |
| Maladies endocriniennes. nutritionnelles et métaboliques                                     | Diabète sucré                                                                                | 6 202   | 1,86 %   | 50,57 %  | 6 062   | 1,81 %   | 49,43 % | 12 264   | 1,84 %   |
| Troubles mentaux et du comportement                                                          | Troubles mentaux et du comportement                                                          | 15 450  | 4,63 %   | 60,86 %  | 9 936   | 2,97 %   | 39,14 % | 25 386   | 3,80 %   |
| Troubles mentaux et du comportement                                                          | Démence                                                                                      | 12 693  | 3,81 %   | 68,26 %  | 5 902   | 1,77 %   | 31,74 % | 18 595   | 2,79 %   |
| Troubles mentaux et du comportement                                                          | Abus d’alcool (y compris psychose alcoolique)                                                | 423     | 0,13 %   | 17,11 %  | 2 049   | 0,61 %   | 82,89 % | 2 472    | 0,37 %   |
| Maladies du système nerveux et des organes des sens                                          | Maladies du système nerveux et des organes des sens                                          | 22 299  | 6,69 %   | 59,28 %  | 15 316  | 4,59 %   | 40,72 % | 37 615   | 5,64 %   |
| Maladies du système nerveux et des organes des sens                                          | Maladie d’Alzheimer                                                                          | 13 273  | 3,98 %   | 72,76 %  | 4 970   | 1,49 %   | 27,24 % | 18 243   | 2,73 %   |
| Maladies du système nerveux et des organes des sens                                          | Maladie de Parkinson                                                                         | 3 032   | 0,91 %   | 43,23 %  | 3 981   | 1,19 %   | 56,77 % | 7 013    | 1,05 %   |
| Maladies cardio-neurovasculaires                                                             | Maladies cardio-neurovasculaires                                                             | 71 132  | 21,33 %  | 52,78 %  | 63 629  | 19,05 %  | 47,22 % | 134 761  | 20,19 %  |
| Maladies cardio-neurovasculaires                                                             | Cardiopathies ischémiques                                                                    | 12 003  | 3,60 %   | 38,60 %  | 19 089  | 5,71 %   | 61,40 % | 31 092   | 4,66 %   |
| Maladies cardio-neurovasculaires                                                             | Autres maladies du cœur                                                                      | 27 170  | 8,15 %   | 56,53 %  | 20 890  | 6,25 %   | 43,47 % | 48 060   | 7,20 %   |
| Maladies cardio-neurovasculaires                                                             | Accident vasculaire cérébral                                                                 | 17 955  | 5,38 %   | 57,71 %  | 13 157  | 3,94 %   | 42,29 % | 31 112   | 4,66 %   |
| Maladies cardio-neurovasculaires                                                             | Autres maladies cardio-neurovasculaires                                                      | 14 004  | 4,20 %   | 57,17 %  | 10 493  | 3,14 %   | 42,83 % | 24 497   | 3,67 %   |
| Maladies de l’appareil respiratoire                                                          | Maladies de l’appareil respiratoire                                                          | 18 425  | 5,53 %   | 47,60 %  | 20 283  | 6,07 %   | 52,40 % | 38 708   | 5,80 %   |
| Maladies de l’appareil respiratoire                                                          | Grippe                                                                                       | 442     | 0,13 %   | 50,75 %  | 429     | 0,13 %   | 49,25 % | 871      | 0,13 %   |
| Maladies de l’appareil respiratoire                                                          | Pneumonie                                                                                    | 5 896   | 1,77 %   | 51,01 %  | 5 663   | 1,70 %   | 48,99 % | 11 559   | 1,73 %   |
| Maladies de l’appareil respiratoire                                                          | Maladies chroniques des voies respiratoires inférieures                                      | 4 160   | 1,25 %   | 41,22 %  | 5 932   | 1,78 %   | 58,78 % | 10 092   | 1,51 %   |
| Maladies de l’appareil digestif                                                              | Maladies de l’appareil digestif                                                              | 11 581  | 3,47 %   | 46,37 %  | 13 396  | 4,01 %   | 53,63 % | 24 977   | 3,74 %   |
| Maladies de l’appareil digestif                                                              | Cirrhoses. fibroses et hépatites chroniques                                                  | 1 899   | 0,57 %   | 28,02 %  | 4 878   | 1,46 %   | 71,98 % | 6 777    | 1,02 %   |
| Maladies de la peau et du tissu cellulaire sous-cutané                                       | Maladies de la peau et du tissu cellulaire sous-cutané                                       | 1 018   | 0,31 %   | 62,11 %  | 621     | 0,19 %   | 37,89 % | 1 639    | 0,25 %   |
| Maladies du système ostéo-articulaire, des muscles et du tissu conjonctif                    | Maladies du système ostéo-articulaire, des muscles et du tissu conjonctif                    | 2 380   | 0,71 %   | 59,16 %  | 1 643   | 0,49 %   | 40,84 % | 4 023    | 0,60 %   |
| Maladies de l’appareil génito-urinaire                                                       | Maladies de l’appareil génito-urinaire                                                       | 6 259   | 1,88 %   | 51,77 %  | 5 831   | 1,75 %   | 48,23 % | 12 090   | 1,81 %   |
| Maladies de l’appareil génito-urinaire                                                       | Maladies du rein et de l’uretère                                                             | 4 602   | 1,38 %   | 53,64 %  | 3 977   | 1,19 %   | 46,36 % | 8 579    | 1,29 %   |
| Complications de grossesse, accouchement et puerpéralité                                     | Complications de grossesse, accouchement et puerpéralité                                     | 41      | 0,01 %   | 100,00 % | 0       | 0,00 %   | 0,00 %  | 41       | 0,01 %   |
| Certaines affections l’origine se situe dans la période périnatale                           | Certaines affections l’origine se situe dans la période périnatale                           | 617     | 0,19 %   | 42,76 %  | 826     | 0,25 %   | 57,24 % | 1 443    | 0,22 %   |
| Malformations congénitales et anomalies chromosomiques                                       | Malformations congénitales et anomalies chromosomiques                                       | 732     | 0,22 %   | 48,74 %  | 770     | 0,23 %   | 51,26 % | 1 502    | 0,23 %   |
| Symptômes et états morbides mal définis                                                      | Symptômes et états morbides mal définis                                                      | 37 170  | 11,15 %  | 54,85 %  | 30 600  | 9,16 %   | 45,15 % | 67 770   | 10,15 %  |
| Causes externes de morbidité et mortalité                                                    | Causes externes de morbidité et mortalité                                                    | 16 731  | 5,02 %   | 41,79 %  | 23 301  | 6,98 %   | 58,21 % | 40 032   | 6,00 %   |
| Causes externes de morbidité et mortalité                                                    | Accidents de transport                                                                       | 482     | 0,14 %   | 22,48 %  | 1 662   | 0,50 %   | 77,52 % | 2 144    | 0,32 %   |
| Causes externes de morbidité et mortalité                                                    | Suicides et lésions auto-infligées                                                           | 2 249   | 0,67 %   | 25,03 %  | 6 737   | 2,02 %   | 74,97 % | 8 986    | 1,35 %   |
| Causes externes de morbidité et mortalité                                                    | Noyades                                                                                      | 187     | 0,06 %   | 27,99 %  | 481     | 0,14 %   | 72,01 % | 668      | 0,10 %   |
| Causes externes de morbidité et mortalité                                                    | Chutes accidentelles                                                                         | 4 836   | 1,45 %   | 53,30 %  | 4 237   | 1,27 %   | 46,70 % | 9 073    | 1,36 %   |
| Causes externes de morbidité et mortalité                                                    | Homicides                                                                                    | 114     | 0,03 %   | 24,73 %  | 347     | 0,1 %    | 75,27 % | 461      | 0,07 %   |

### Moins de65 ans, entre 65 et84 ans, plus de85 ans
|                                                                                              |                                                                                              | Moins de 65 ans | Moins de 65 ans | Moins de 65 ans | Entre 65 et 84 ans | Entre 65 et 84 ans | Entre 65 et 84 ans | Plus de 85 ans | Plus de 85 ans | Plus de 85 ans |
| Catégorie                                                                                    | Cause de décès                                                                               | Décès           | %               | % / ∈           | Décès              | %                  | % / ∈              | Décès          | %              | % / ∈          |
| -------------------------------------------------------------------------------------------- | -------------------------------------------------------------------------------------------- | --------------- | --------------- | --------------- | ------------------ | ------------------ | ------------------ | -------------- | -------------- | -------------- |
| Toutes causes                                                                                | Toutes causes                                                                                | 99 506          | 100,00 %        | 14,91 %         | 253 579            | 100,00 %           | 37,99 %            | 314 411        | 100,00 %       | 47,10 %        |
| Covid-19                                                                                     | Covid-19                                                                                     | 4 301           | 4,32 %          | 6,21 %          | 25 586             | 10,09 %            | 36,95 %            | 39 362         | 12,52 %        | 56,84 %        |
| Maladies infectieuses et parasitaires                                                        | Maladies infectieuses et parasitaires                                                        | 1 266           | 1,27 %          | 11,45 %         | 3 946              | 1,56 %             | 35,69 %            | 5 844          | 1,86 %         | 52,86 %        |
| Maladies infectieuses et parasitaires                                                        | Tuberculose                                                                                  | 64              | 0,06 %          | 21,69 %         | 101                | 0,04 %             | 34,24 %            | 130            | 0,04 %         | 44,07 %        |
| Maladies infectieuses et parasitaires                                                        | Hépatites virales                                                                            | 138             | 0,14 %          | 39,32 %         | 146                | 0,06 %             | 41,60 %            | 67             | 0,02 %         | 19,09 %        |
| Maladies infectieuses et parasitaires                                                        | Sida (maladie vih)                                                                           | 150             | 0,15 %          | 74,26 %         | 48                 | 0,02 %             | 23,76 %            | 4              | 0,00 %         | 1,98 %         |
| Tumeurs                                                                                      | Tumeurs                                                                                      | 37 397          | 37,58 %         | 21,89 %         | 88 627             | 34,95 %            | 51,89 %            | 44 781         | 14,24 %        | 26,22 %        |
| Tumeurs                                                                                      | Tumeur maligne de l’œsophage                                                                 | 1 017           | 1,02 %          | 28,02 %         | 2 005              | 0,79 %             | 55,23 %            | 608            | 0,19 %         | 16,75 %        |
| Tumeurs                                                                                      | Tumeurs du côlon, du rectum et de l’anus                                                     | 2 921           | 2,94 %          | 16,99 %         | 8 554              | 3,37 %             | 49,74 %            | 5 722          | 1,82 %         | 33,27 %        |
| Tumeurs                                                                                      | Tumeur maligne du pancréas                                                                   | 2 544           | 2,56 %          | 20,39 %         | 7 285              | 2,87 %             | 58,39 %            | 2 647          | 0,84 %         | 21,22 %        |
| Tumeurs                                                                                      | Tumeurs de la trachée, du poumon                                                             | 9 288           | 9,33 %          | 30,02 %         | 17 807             | 7,02 %             | 57,56 %            | 3 840          | 1,22 %         | 12,41 %        |
| Tumeurs                                                                                      | Tumeurs du sein                                                                              | 3 789           | 3,81 %          | 29,13 %         | 5 594              | 2,21 %             | 43,00 %            | 3 625          | 1,15 %         | 27,87 %        |
| Tumeurs                                                                                      | Tumeurs malignes de la lèvre. de la cavité buccale et du pharynx                             | 1 426           | 1,43 %          | 39,22 %         | 1 737              | 0,68 %             | 47,77 %            | 473            | 0,15 %         | 13,01 %        |
| Tumeurs                                                                                      | Tumeur maligne de l’estomac                                                                  | 1 118           | 1,12 %          | 26,26 %         | 2 163              | 0,85 %             | 50,80 %            | 977            | 0,31 %         | 22,95 %        |
| Tumeurs                                                                                      | Tumeur maligne du foie et des voies biliaires intrahépatiques                                | 1 868           | 1,88 %          | 21,40 %         | 5 279              | 2,08 %             | 60,49 %            | 1 580          | 0,50 %         | 18,10 %        |
| Tumeurs                                                                                      | Tumeur maligne du col de l’utérus                                                            | 402             | 0,40 %          | 52,28 %         | 283                | 0,11 %             | 36,80 %            | 84             | 0,03 %         | 10,92 %        |
| Tumeurs                                                                                      | Tumeur maligne d’autres parties de l’utérus                                                  | 480             | 0,48 %          | 16,87 %         | 1 582              | 0,62 %             | 55,61 %            | 783            | 0,25 %         | 27,52 %        |
| Tumeurs                                                                                      | Tumeur maligne de l’ovaire                                                                   | 753             | 0,76 %          | 22,54 %         | 1 894              | 0,75 %             | 56,69 %            | 694            | 0,22 %         | 20,77 %        |
| Tumeurs                                                                                      | Tumeur maligne de la prostate                                                                | 483             | 0,49 %          | 5,26 %          | 4 540              | 1,79 %             | 49,47 %            | 4 155          | 1,32 %         | 45,27 %        |
| Tumeurs                                                                                      | Tumeur maligne du rein                                                                       | 662             | 0,67 %          | 19,01 %         | 1 833              | 0,72 %             | 52,63 %            | 988            | 0,31 %         | 28,37 %        |
| Tumeurs                                                                                      | Tumeur maligne de la vessie                                                                  | 595             | 0,60 %          | 11,13 %         | 2 742              | 1,08 %             | 51,30 %            | 2 008          | 0,64 %         | 37,57 %        |
| Tumeurs                                                                                      | Tumeur maligne du cerveau et du système nerveux central                                      | 1 712           | 1,72 %          | 42,43 %         | 2 004              | 0,79 %             | 49,67 %            | 319            | 0,10 %         | 7,91 %         |
| Tumeurs                                                                                      | Maladie de hodgkin et lymphomes                                                              | 742             | 0,75 %          | 15,22 %         | 2 598              | 1,02 %             | 53,29 %            | 1 535          | 0,49 %         | 31,49 %        |
| Tumeurs                                                                                      | Leucémie                                                                                     | 881             | 0,89 %          | 14,29 %         | 3 159              | 1,25 %             | 51,24 %            | 2 125          | 0,68 %         | 34,47 %        |
| Maladies du sang et des organes hématopoïétiques et certains troubles du système immunitaire | Maladies du sang et des organes hématopoïétiques et certains troubles du système immunitaire | 297             | 0,30 %          | 10,60 %         | 885                | 0,35 %             | 31,58 %            | 1 620          | 0,52 %         | 57,82 %        |
| Maladies endocriniennes. nutritionnelles et métaboliques                                     | Maladies endocriniennes. nutritionnelles et métaboliques                                     | 2 335           | 2,35 %          | 9,90 %          | 8 628              | 3,40 %             | 36,56 %            | 12 634         | 4,02 %         | 53,54 %        |
| Maladies endocriniennes. nutritionnelles et métaboliques                                     | Diabète sucré                                                                                | 1 183           | 1,19 %          | 9,65 %          | 5 294              | 2,09 %             | 43,17 %            | 5 787          | 1,84 %         | 47,19 %        |
| Troubles mentaux et du comportement                                                          | Troubles mentaux et du comportement                                                          | 2 853           | 2,87 %          | 11,24 %         | 6 209              | 2,45 %             | 24,46 %            | 16 324         | 5,19 %         | 64,30 %        |
| Troubles mentaux et du comportement                                                          | Démence                                                                                      | 88              | 0,09 %          | 0,47 %          | 3 916              | 1,54 %             | 21,06 %            | 14 591         | 4,64 %         | 78,47 %        |
| Troubles mentaux et du comportement                                                          | Abus d’alcool (y compris psychose alcoolique)                                                | 1 583           | 1,59 %          | 64,04 %         | 802                | 0,32 %             | 32,44 %            | 87             | 0,03 %         | 3,52 %         |
| Maladies du système nerveux et des organes des sens                                          | Maladies du système nerveux et des organes des sens                                          | 3 065           | 3,08 %          | 8,15 %          | 14 077             | 5,55 %             | 37,42 %            | 20 473         | 6,51 %         | 54,43 %        |
| Maladies du système nerveux et des organes des sens                                          | Maladie d’Alzheimer                                                                          | 123             | 0,12 %          | 0,67 %          | 4 821              | 1,90 %             | 26,43 %            | 13 299         | 4,23 %         | 72,90 %        |
| Maladies du système nerveux et des organes des sens                                          | Maladie de Parkinson                                                                         | 89              | 0,09 %          | 1,27 %          | 3 337              | 1,32 %             | 47,58 %            | 3 587          | 1,14 %         | 51,15 %        |
| Maladies cardio-neurovasculaires                                                             | Maladies cardio-neurovasculaires                                                             | 11 801          | 11,86 %         | 8,76 %          | 44 391             | 17,51 %            | 32,94 %            | 78 569         | 24,99 %        | 58,30 %        |
| Maladies cardio-neurovasculaires                                                             | Cardiopathies ischémiques                                                                    | 4 283           | 4,30 %          | 13,78 %         | 12 466             | 4,92 %             | 40,09 %            | 14 343         | 4,56 %         | 46,13 %        |
| Maladies cardio-neurovasculaires                                                             | Autres maladies du cœur                                                                      | 2 640           | 2,65 %          | 5,49 %          | 12 686             | 5,00 %             | 26,40 %            | 32 734         | 10,41 %        | 68,11 %        |
| Maladies cardio-neurovasculaires                                                             | Accident vasculaire cérébral                                                                 | 2 522           | 2,53 %          | 8,11 %          | 11 290             | 4,45 %             | 36,29 %            | 17 300         | 5,50 %         | 55,61 %        |
| Maladies cardio-neurovasculaires                                                             | Autres maladies cardio-neurovasculaires                                                      | 2 356           | 2,37 %          | 9,62 %          | 7 949              | 3,13 %             | 32,45 %            | 14 192         | 4,51 %         | 57,93 %        |
| Maladies de l’appareil respiratoire                                                          | Maladies de l’appareil respiratoire                                                          | 2 848           | 2,86 %          | 7,36 %          | 14 146             | 5,58 %             | 36,55 %            | 21 714         | 6,91 %         | 56,10 %        |
| Maladies de l’appareil respiratoire                                                          | Grippe                                                                                       | 145             | 0,15 %          | 16,65 %         | 312                | 0,12 %             | 35,82 %            | 414            | 0,13 %         | 47,53 %        |
| Maladies de l’appareil respiratoire                                                          | Pneumonie                                                                                    | 534             | 0,54 %          | 4,62 %          | 3 236              | 1,28 %             | 28,00 %            | 7 789          | 2,48 %         | 67,38 %        |
| Maladies de l’appareil respiratoire                                                          | Maladies chroniques des voies respiratoires inférieures                                      | 1 010           | 1,02 %          | 10,01 %         | 4 669              | 1,84 %             | 46,26 %            | 4 413          | 1,40 %         | 43,73 %        |
| Maladies de l’appareil digestif                                                              | Maladies de l’appareil digestif                                                              | 5 299           | 5,33 %          | 21,22 %         | 10 086             | 3,98 %             | 40,38 %            | 9 592          | 3,05 %         | 38,40 %        |
| Maladies de l’appareil digestif                                                              | Cirrhoses. fibroses et hépatites chroniques                                                  | 3 186           | 3,20 %          | 47,01 %         | 3 175              | 1,25 %             | 46,85 %            | 416            | 0,13 %         | 6,14 %         |
| Maladies de la peau et du tissu cellulaire sous-cutané                                       | Maladies de la peau et du tissu cellulaire sous-cutané                                       | 98              | 0,10 %          | 5,98 %          | 448                | 0,18 %             | 27,33 %            | 1 093          | 0,35 %         | 66,69 %        |
| Maladies du système ostéo-articulaire, des muscles et du tissu conjonctif                    | Maladies du système ostéo-articulaire, des muscles et du tissu conjonctif                    | 379             | 0,38 %          | 9,42 %          | 1 468              | 0,58 %             | 36,49 %            | 2 176          | 0,69 %         | 54,09 %        |
| Maladies de l’appareil génito-urinaire                                                       | Maladies de l’appareil génito-urinaire                                                       | 496             | 0,50 %          | 4,10 %          | 3 897              | 1,54 %             | 32,23 %            | 7 697          | 2,45 %         | 63,66 %        |
| Maladies de l’appareil génito-urinaire                                                       | Maladies du rein et de l’uretère                                                             | 373             | 0,37 %          | 4,35 %          | 2 854              | 1,13 %             | 33,27 %            | 5 352          | 1,70 %         | 62,38 %        |
| Complications de grossesse, accouchement et puerpéralité                                     | Complications de grossesse, accouchement et puerpéralité                                     | 41              | 0,04 %          | 100,00 %        | 0                  | 0,00 %             | 0,00 %             | 0              | 0,00 %         | 0,00 %         |
| Certaines affections l’origine se situe dans la période périnatale                           | Certaines affections l’origine se situe dans la période périnatale                           | 1 443           | 1,45 %          | 100,00 %        | 0                  | 0,00 %             | 0,00 %             | 0              | 0,00 %         | 0,00 %         |
| Malformations congénitales et anomalies chromosomiques                                       | Malformations congénitales et anomalies chromosomiques                                       | 1 139           | 1,14 %          | 75,83 %         | 270                | 0,11 %             | 17,98 %            | 93             | 0,03 %         | 6,19 %         |
| Symptômes et états morbides mal définis                                                      | Symptômes et états morbides mal définis                                                      | 10 851          | 10,90 %         | 16,01 %         | 19 684             | 7,76 %             | 29,05 %            | 37 235         | 11,84 %        | 54,94 %        |
| Causes externes de morbidité et mortalité                                                    | Causes externes de morbidité et mortalité                                                    | 13 597          | 13,66 %         | 33,97 %         | 11 231             | 4,43 %             | 28,06 %            | 15 204         | 4,84 %         | 37,98 %        |
| Causes externes de morbidité et mortalité                                                    | Accidents de transport                                                                       | 1 574           | 1,58 %          | 73,41 %         | 451                | 0,18 %             | 21,04 %            | 119            | 0,04 %         | 5,55 %         |
| Causes externes de morbidité et mortalité                                                    | Suicides et lésions auto-infligées                                                           | 5 952           | 5,98 %          | 66,24 %         | 2 280              | 0,90 %             | 25,37 %            | 754            | 0,24 %         | 8,39 %         |
| Causes externes de morbidité et mortalité                                                    | Noyades                                                                                      | 397             | 0,40 %          | 59,43 %         | 216                | 0,09 %             | 32,34 %            | 55             | 0,02 %         | 8,23 %         |
| Causes externes de morbidité et mortalité                                                    | Chutes accidentelles                                                                         | 790             | 0,79 %          | 8,71 %          | 2 583              | 1,02 %             | 28,47 %            | 5 700          | 1,81 %         | 62,82 %        |
| Causes externes de morbidité et mortalité                                                    | Homicides                                                                                    | 291             | 0,29 %          | 82,67 %         | 48                 | 0,05 %             | 13,64 %            | 13             | 0,01 %         | 3,69 %         |

### Moins de1 an
En 2008, le CépiDc de l'Inserm a recensé 3 095 morts d'enfants de moins d'un an en France, soit un taux de mortalité de 374,9 pour 100 000. 50,3 % de ces morts étaient dues à des affections dont l'origine est la période périnatale, ce qui représente 1 557 enfants. 20,7 %, soit 640 étaient dues à des malformations congénitales. 14,6 %, soit 452, étaient dues à une mort subite du nourrisson ou à une cause inconnue.
En 2000, le CépiDc avait recensé 3 695 morts d'enfants de moins d'un an en France.
Entre 2005 et 2009, le taux de mortalité des enfants de moins d'un an a cessé de baisser, conduisant à un moins bon classement de la France parmi les pays d'Europe : elle occupait le 5e rang en 1999, et le 14e en 2008.
| Catégorie                                                          | Cause de décès                                                     | Décès | %        |
| ------------------------------------------------------------------ | ------------------------------------------------------------------ | ----- | -------- |
| Causes externes de morbidité et mortalité                          | Causes externes de morbidité et mortalité                          | 45    | 1,72 %   |
| Causes externes de morbidité et mortalité                          | Accidents de transport                                             | 0     | 0,00 %   |
| Causes externes de morbidité et mortalité                          | Suicides et lésions auto-infligées                                 | 0     | 0,00 %   |
| Causes externes de morbidité et mortalité                          | Noyade et submersion accidentelles                                 | 2     | 0,08 %   |
| Causes externes de morbidité et mortalité                          | Homicides                                                          | 1     | 0,04 %   |
| Certaines affections l’origine se situe dans la période périnatale | Certaines affections l’origine se situe dans la période périnatale | 1 443 | 55,14 %  |
| Malformations congénitales et anomalies chromosomiques             | Malformations congénitales et anomalies chromosomiques             | 512   | 19,56 %  |
| Symptômes et états morbides mal définis                            | Symptômes et états morbides mal définis                            | 337   | 12,88 %  |
| Symptômes et états morbides mal définis                            | Syndrome de la mort subite du nourrisson                           | 114   | 4,36 %   |
| Tumeurs                                                            | Tumeurs                                                            | 26    | 0,99 %   |
| Tumeurs                                                            | Tumeur maligne du cerveau et du système nerveux central            | 3     | 0,11 %   |
| Tumeurs                                                            | Leucémie                                                           | 5     | 0,19 %   |
| Maladies du système nerveux et des organes des sens                | Maladies du système nerveux et des organes des sens                | 81    | 3,10 %   |
| Maladie de l’appareil circulatoire                                 | Maladie de l’appareil circulatoire                                 | 33    | 1,26 %   |
| Maladies infectieuses et parasitaires                              | Maladies infectieuses et parasitaires                              | 38    | 1,45 %   |
| Maladies endocriniennes, nutritionnelles et métaboliques           | Maladies endocriniennes, nutritionnelles et métaboliques           | 45    | 1,72 %   |
| Maladies de l’appareil respiratoire                                | Maladies de l’appareil respiratoire                                | 18    | 0,69 %   |
| Maladies de l’appareil respiratoire                                | Asthme                                                             | 0     | 0,00 %   |
| Maladies de l’appareil respiratoire                                | Grippe                                                             | 2     | 0,08 %   |
| Maladies de l’appareil respiratoire                                | Pneumonie                                                          | 0     | 0,00 %   |
| Covid-19                                                           | Covid-19                                                           | 4     | 0,15 %   |
| Autres causes                                                      | Autres causes                                                      | 35    |          |
| Ensemble                                                           | Ensemble                                                           | 2 617 | 100,00 % |

### De1 anà24 ans
Les accidents sont à l'origine de 30 % des décès chez les garçons, 22 % chez les filles, suivis par les tumeurs (21 % et 20 %) et les malformations congénitales.
Les taux de décès ont baissé de 27 % entre 2000 et 2008 (les accidents mortels ont diminué de 40 % et les tumeurs de 17 %).
| Catégorie                                                          | Cause de décès                                                     | Décès | %        |
| ------------------------------------------------------------------ | ------------------------------------------------------------------ | ----- | -------- |
| Causes externes de morbidité et mortalité                          | Causes externes de morbidité et mortalité                          | 1,710 | 49,22 %  |
| Causes externes de morbidité et mortalité                          | Accidents de transport                                             | 451   | 12,98 %  |
| Causes externes de morbidité et mortalité                          | Suicides et lésions auto-infligées                                 | 464   | 13,36 %  |
| Causes externes de morbidité et mortalité                          | Noyade et submersion accidentelles                                 | 151   | 4,35 %   |
| Causes externes de morbidité et mortalité                          | Homicides                                                          | 108   | 3,11 %   |
| Certaines affections l’origine se situe dans la période périnatale | Certaines affections l’origine se situe dans la période périnatale | 0     | 0,00 %   |
| Malformations congénitales et anomalies chromosomiques             | Malformations congénitales et anomalies chromosomiques             | 127   | 3,66 %   |
| Symptômes et états morbides mal définis                            | Symptômes et états morbides mal définis                            | 418   | 12,03 %  |
| Symptômes et états morbides mal définis                            | Syndrome de la mort subite du nourrisson                           | 0     | 0,00 %   |
| Tumeurs                                                            | Tumeurs                                                            | 516   | 14,85 %  |
| Tumeurs                                                            | Tumeur maligne du cerveau et du système nerveux central            | 157   | 4,52 %   |
| Tumeurs                                                            | Leucémie                                                           | 95    | 2,73 %   |
| Maladies du système nerveux et des organes des sens                | Maladies du système nerveux et des organes des sens                | 195   | 5,61 %   |
| Maladie de l’appareil circulatoire                                 | Maladie de l’appareil circulatoire                                 | 133   | 3,83 %   |
| Maladies infectieuses et parasitaires                              | Maladies infectieuses et parasitaires                              | 58    | 1,67 %   |
| Maladies endocriniennes, nutritionnelles et métaboliques           | Maladies endocriniennes, nutritionnelles et métaboliques           | 79    | 2,27 %   |
| Maladies de l’appareil respiratoire                                | Maladies de l’appareil respiratoire                                | 91    | 2,62 %   |
| Maladies de l’appareil respiratoire                                | Asthme                                                             | 15    | 0,43 %   |
| Maladies de l’appareil respiratoire                                | Grippe                                                             | 15    | 0,43 %   |
| Maladies de l’appareil respiratoire                                | Pneumonie                                                          | 21    | 0,60 %   |
| Covid-19                                                           | Covid-19                                                           | 23    | 0,66 %   |
| Autres causes                                                      | Autres causes                                                      | 124   | 3,57 %   |
| Ensemble                                                           | Ensemble                                                           | 3,474 | 100,00 % |

## Facteurs de risque

### Activité Physique

#### Insuffisante
Une étude de l'ANSES en 2020 révèle que « 95 % de la population française adulte est exposée à un risque de détérioration de la santé par manque d’activité physique ou un temps trop long passé assis ». Toujours selon cette enquête, 5 % des adultes en France ont une activité physique suffisante pour protéger leur santé : les femmes sont plus exposées que les hommes à un manque d’activité physique. Plus d’un tiers des adultes français cumule un haut niveau de sédentarité et une activité physique insuffisante : en conséquence, ils sont plus exposés au risque d’hypertension ou d’obésité et ont un taux de mortalité et de morbidité plus élevés causés par des maladies cardiovasculaires et certains cancers.

#### Inadaptée
La mort subite du sportif résulte, en majorité, d'une pratique sportive inadaptée à une maladie cardiaque ignorée ou sous-estimée.
Elle est définie par, : 
- une mort naturelle
- inattendue
- immédiate ou 
  - dans l’heure après le premier symptôme durant une activité sportive
  - dans l’heure après la fin de l'activité sportive

Pour 75 % des décès, la cause n'est pas identifiée faute d'autopsie.
En 2010, l'Académie nationale de médecine estime à 1000-1500 les morts subites du sportif en France.
En 2016, le cardiologue Xavier Jouven estime que 95 % des décès sont masculins.
En 2021, la Société française de cardiologie estime :
- à environ 1000 les morts subites du sportif en France. Soit 2,5 % de toutes les morts subites[34] ;
- attribué à : maladie coronarienne (75 %), cardiopathies structurelles non ischémiques (15–20 %) et maladies électriques du cœur (5-10 %) ;
- à moins de 5 % les décès causés par la pratique sportive de haut niveau ;
- l'âge moyen des décès à 50 ans ;
- que les hommes représentent la très grande majorité des décès et sont 30 fois plus à risque que les femmes.

## Tableau des causes de mortalité
| Classement | Cause                                 | Classement | sous-catégorie                                     | Nombre (par année) | Taux pour 100 000 habitants (par année) | Pourcentage           | Année des chiffres |
| ---------- | ------------------------------------- | ---------- | -------------------------------------------------- | --- | --- | --------------------- | ------------------ |
|            | Total                                 |            |                                                    | 540 000 | 860 | 100 %                 | 2010               |
| 1          | Cancer                                |            |                                                    | 157 400 | 235 | 29 %                  | 2018               |
|            |                                       | 10         | Cancer des poumons                                 | 26 600 | 42 | 4,9 %                 | 2011               |
|            |                                       | 12         | Cancer du colon/Cancer du rectum                   | 16 900 | 27 | 3,1 %                 | 2011               |
|            |                                       | 16         | Cancer du sein                                     | 11 500 | 18 | 2,1 %                 | 2011               |
|            |                                       | 18         | Cancer de la prostate                              | 9 200 | 15 | 1,7 %                 | 2011               |
|            |                                       | 20         | Cancer du pancréas                                 | 7 800 | 12 | 1,4 %                 | 2011               |
|            |                                       | 21         | Cancer du foie                                     | 7 400 | 12 | 1,4 %                 | 2011               |
|            |                                       | 22         | Cancer de l'estomac                                | 4 800 | 7,6 | 0,89 %                | 2011               |
|            |                                       | 24         | Cancer de la vessie                                | 4 500 | 7,1 | 0,83 %                | 2011               |
|            |                                       | 25         | Lymphome non hodgkinien                            | 4 200 | 6,7 | 0,78 %                | 2011               |
|            |                                       | 26         | Cancer de la cavité buccale/Cancer du pharynx      | 4 000 | 6,3 | 0,74 %                | 2011               |
|            |                                       | 27         | Cancer de l'œsophage                               | 3 900 | 6,2 | 0,72 %                | 2011               |
|            |                                       | 28         | Leucémie                                           | 3 800 | 6,0 | 0,70 %                | 2011               |
|            |                                       | 29         | Cancer du rein                                     | 3 700 | 5,9 | 0,68 %                | 2011               |
|            |                                       | 32         | Cancer de l'ovaire                                 | 3 200 | 5,1 | 0,59 %                | 2011               |
|            |                                       | 33         | Tumeur du cerveau                                  | 3 000 | 4,8 | 0,56 %                | 2011               |
|            |                                       | 35         | maladie de Kahler                                  | 2 800 | 4,4 | 0,52 %                | 2011               |
|            |                                       | 36         | Cancer de l'utérus                                 | 1 800 | 2,9 | 0,33 %                | 2011               |
|            |                                       | 37         | Mélanome                                           | 1 400 | 2,2 | 0,26 %                | 2011               |
|            |                                       | 38         | Cancer du larynx                                   | 1 400 | 2,2 | 0,26 %                | 2011               |
|            |                                       | 41         | Mésothéliome                                       | 1 100 | 1,7 | 0,20 %                | 2011               |
|            |                                       | 42         | Cancer du col de l’utérus                          | 1 100 | 1,7 | 0,20 %                | 2011               |
|            |                                       | 48         | Cancer de la thyroïde                              | 400 | 0,63 | 0,074 %               | 2011               |
|            |                                       | 52         | Maladie de Hodgkin                                 | 200 | 0,32 | 0,037 %               | 2011               |
|            |                                       | 56         | Cancer des testicules                              | 80 | 0,13 | 0,015 %               | 2011               |
| 2          | Maladie cardiovasculaire              |            |                                                    | 140 000 | 230 | 26 %                  | 2006               |
|            |                                       | 6          | Cardiopathie coronarienne                          | 38 800 | 63 | 7,2 %                 | 2006               |
|            |                                       | 7          | Accident vasculaire cérébral                       | 33 047 | 53 | 6,1 %                 | 2008               |
| 3          | Drogues                               |            |                                                    | 94 000 | 160 | 17,4 %                | 2000,              |
|            |                                       | 4          | Tabagisme                                          | 60 000 | 100 | 11,1 %                | 2000               |
|            |                                       | 9          | Alcool                                             | 41 000 30 000 hommes 11 000 femmes | 51 | 5,6 %                 | 2015,              |
|            |                                       | 30         | Produit stupéfiant                                 | 3 650 | 6,1 | 0,68 %                | 2003,              |
|            |                                       | 34         | Cannabis                                           | 2 840 Cancers des poumons: 1 330Accident de la route: 500Suicides et homicides: 280Trouble mentaux et dépendances: 100Autres accidents et maladies: 630 | 4,5 Cancers des poumons: 2,1Accident de la route: 0,8Suicides et homicides: 0,45Trouble mentaux et dépendances: 0,16Autres accidents et maladies: 1,0 | 0,53 %                | 2003,              |
|            |                                       | 51         | Overdose                                           | 217 | 0,35 | 0,040 %               | 2008               |
|            |                                       | 53         | Overdose de produits stupéfiants                   | 113 | 0,18 | 0,021 %               | 2008               |
|            |                                       | 54         | Overdose médicamenteuse                            | 103 | 0,17 | 0,019 %               | 2008               |
|            |                                       | 55         | Contamination au Sida due à l'injection de drogues | 93 | 0,15 | 0,017 %               | 2008               |
|            |                                       | 57         | Overdose d'Héroïne                                 | 79 | 0,13 | 0,015 %               | 2008               |
|            |                                       | 58         | Overdose de Cocaïne                                | 30 | 0,048 | 0,0056 %              | 2008               |
| 5          | Obésité                               |            |                                                    | 55 000 | 96 | 10,2 %                | 1992               |
| 8          | Diabète                               |            |                                                    | 32 156 | 52 | 6,0 %                 | 2006               |
| 11         | Maladies infectieuses (hors Covid-19) |            |                                                    | 25 600 | 43 | 4,7 %                 | 2001               |
|            |                                       |            | Covid-19                                           | 68 000 | 100 | 12,6 %                | 2020               |
|            |                                       | 19         | Grippe                                             | 8 117 | 12 | 1,5 %                 | 2019               |
|            |                                       | 40         | Maladies diarrhéiques                              | 1 317 | 2,1 | 0,25 %                | 2008               |
|            |                                       | 49         | Sida                                               | 327 | 0,52 | 0,061 %               | 2010               |
|            |                                       | 60         | Rougeole                                           | 2 | 0,0032 | 0,0003 %              | 2009               |
|            |                                       | 61         | Tétanos                                            | 1 | 0,0016 | 0,00015 %             | 2009               |
|            |                                       | 62         | Tuberculose                                        | 1 | 0,0016 | 0,00015 %             | 2010               |
| 13         | Accident domestique                   |            |                                                    | 16 500 | 27 | 3,1 %                 | 2004               |
|            |                                       | 17         | Chutes                                             | 10 520 | 17 | 1,9 %                 | 2004               |
|            |                                       | 31         | Asphyxie                                           | 3 543 | 5,9 | 0,66 %                | 2004               |
|            |                                       | 43         | Brulés                                             | 1 000 | 1,7 | 0,19 %                | 2004               |
|            |                                       | 44         | Intoxication                                       | 900 | 1,5 | 0,17 %                | 2004               |
|            |                                       | 47         | Noyade                                             | 401 | 0,65 | 0,074 %               | 2006               |
| 14         | Bronchopneumopathie                   |            |                                                    | 16 000 | 26 | 3,0 %                 | 2008               |
| 15         | Suicides                              |            |                                                    | 12 900 | 21 | 2,4 %                 | 2005               |
| 23         | Accident de la route                  |            |                                                    | 2 541 | 7,8 | 0,89 %                | 2020               |
| 39         | Travail                               |            |                                                    | 1 330 | 2,2 | 0,25 %                | 2004               |
| 45         | Homicide                              |            |                                                    | 743 | 1,2 | 0,14 %                | 2011               |
|            |                                       | 50         | Violences conjugales                               | 224 | 0,36 | 0,041 %               | 2011               |
| 46         | Eau                                   |            |                                                    | 700 | 1,1 (2012) | 0,13 %                |                    |
| 59         | Accidents d'avions                    |            |                                                    | 8 | 0,013 | 0,0015 %              | 2012               |
| 63         | Radiation                             |            |                                                    | 0 en omettant l'Effet de seuil: moins de 8 000 | 0 moins de 13 | 0 % moins de 1,5 %    | 2007               |
|            |                                       | 64         | Radiations naturelles                              | 0 en omettant l'Effet de seuil: moins de 5 000 | 0 moins de 8,1 | 0 % moins de 0,93 %   | 2007,              |
|            |                                       | 65         | Radiations médicales                               | 0 en omettant l'Effet de seuil: moins de 2 000 | 0 moins de 3,2 | 0 % moins de 0,37 %   | 2007,              |
|            |                                       | 66         | Radiations industrielles                           | 0 en omettant l'Effet de seuil: moins de 70 | 0 moins de 0,11 | 0 % moins de 0,013 %  | 2007,              |
|            |                                       | 67         | Radiations militaires et civiles                   | 0 en omettant l'Effet de seuil: moins de 35 | 0 moins de 0,057 | 0 % moins de 0,0065 % | 2007,              |
|            |                                       | 68         | Tchernobyl                                         | 0 en omettant l'Effet de seuil: moins de 15 | 0 moins de 0,024 | 0 % moins de 0,0028 % | 2007,              |

## Mortalité par classe d'âge
En 2008, 3 095 enfants de moins d'un an sont morts (les 2/3 avant leur 7e jour de vie), ce qui représente un taux de mortalité de 374,9 pour 100 000. 1 409 enfants âgés d'un an à quatorze ans sont morts, ce qui représente un taux de mortalité de 12,8 pour 100 000. 3 428 jeunes adultes âgés de quinze ans à 24 ans sont morts, soit un taux de mortalité de 42 pour 100 000. 17 698 adultes âgés entre 25 et 44 ans sont morts, soit un taux de mortalité de 103,1 pour 100 000. 86 707 adultes âgés entre 45 et 64 ans sont morts, soit un taux de mortalité de 530,9 pour 100 000. 236 374 adultes âgés entre 65 et 84 ans sont morts, soit un taux de mortalité de 2606,4 pour 100 000. Enfin, 194 428 adultes âgés de plus de 85 ans sont morts, soit un taux de mortalité de 13 650,0 pour 100 000.
|              | Total | Hommes | Femmes |
| ------------ | ----- | ------ | ------ |
| Tous âges    | 9,0   | 9,3    | 8,8    |
| moins d’1 an | 3,1   | 3,4    | 2,8    |
| 1 à 4 ans    | 0,3   | 0,3    | 0,2    |
| 5 à 9 ans    | 0,1   | 0,1    | 0,1    |
| 10 à 14 ans  | 0,1   | 0,1    | 0,1    |
| 15 à 19 ans  | 0,2   | 0,3    | 0,2    |
| 20 à 24 ans  | 0,4   | 0,6    | 0,2    |
| 25 à 29 ans  | 0,5   | 0,7    | 0,2    |
| 30 à 34 ans  | 0,6   | 0,9    | 0,3    |
| 35 à 39 ans  | 0,9   | 1,2    | 0,5    |
| 40 à 44 ans  | 1,3   | 1,8    | 0,9    |
| 45 à 49 ans  | 2,2   | 2,9    | 1,5    |
| 50 à 54 ans  | 3,4   | 4,5    | 2,4    |
| 55 à 59 ans  | 5,4   | 7,5    | 3,5    |
| 60 à 64 ans  | 7,8   | 11,1   | 4,8    |
| 65 à 69 ans  | 10,6  | 14,9   | 6,7    |
| 70 à 79 ans  | 19,7  | 26,7   | 13,9   |
| 80 à 89 ans  | 61,2  | 78,0   | 51,1   |
| 90 à 110 ans | 189,0 | 217,0  | 179,0  |

### Mortalité des enfants de moins d'un an
En 2008, le CépiDc de l'Inserm a recensé 3 095 morts d'enfants de moins d'un an en France, soit un taux de mortalité de 374,9 pour 100 000. 50,3 % de ces morts étaient dues à des affections dont l'origine est la période périnatale, ce qui représente 1 557 enfants. 20,7 %, soit 640, étaient dues à des malformations congénitales. 14,6 %, soit 452, étaient dues à une mort subite du nourrisson ou à une cause inconnue.
En 2000, le CépiDc avait recensé 3 695 morts d'enfants de moins d'un an en France.
Entre 2005 et 2009, le taux de mortalité des enfants de moins d'un an a cessé de baisser, conduisant à un moins bon classement de la France parmi les pays d'Europe : elle occupait le 5e rang en 1999, et le 14e en 2008.
Une étude publiée en mars 2025 précise que la France se situe au 23e rang sur les 27 États de l'Union européenne en termes de mortalité infantile en 2022, « une chute marquée par rapport aux années 1990, où elle figurait parmi les pays les mieux classés ». Selon cette étude de l'INSERM, le taux de mortalité infantile atteint 4,5 pour mille chez les garçons et 3,7 pour mille chez les filles pour toute la France en 2022, contre respectivement 3,5 et 3,0 en moyenne dans l'UE. Une douzaine de pays européens obtiennent des taux inférieurs à 3 pour mille.

### Mortalité des enfants d'un à quatorze ans
C'est la classe d'âge qui enregistre le plus faible nombre de décès : 1 409 décès en 2008, dont 56 % de garçons. Les accidents sont à l'origine de 30 % des décès chez les garçons, 22 % chez les filles, suivis par les tumeurs (21 % et 20 %) et les malformations congénitales. Les taux de décès ont baissé de 27 % entre 2000 et 2008 (les accidents mortels ont diminué de 40 % et les tumeurs de 17 %).

## Mortalité par cause

### Causes obstétricales: mortalité maternelle
La mortalité maternelle est la mort de la femme durant la grossesse ou par suite de l'accouchement.
Les causes de décès survenant pendant la période de grossesse ou suivant les 42 jours après l'accouchement peuvent se classer en trois catégories : les morts de causes directes, les morts de causes indirectes et les morts de causes fortuites ou accidentelles. La catégorie des morts fortuites ou accidentelles n'est pas considérée comme une cause obstétricale en France (selon la définition du CIM 9 ; classification internationale des maladies), et n'est donc pas prise en compte dans le calcul du taux de mortalité en France.
Les décès de causes directes découlent de traitements erronés, de complications obstétricales (du début de la grossesse aux suites de couches jusqu'à 42 jours après l'accouchement), d'omissions ou d’événements liés à ces causes.
Les décès de causes indirectes découlent d'antécédents préalables ou d'affection survenant au cours de la grossesse sans être de cause obstétricale directe. Ces causes indirectes ont pu devenir létales car aggravées par la condition physiologique de grossesse.

#### Taux de mortalité maternelle
Afin d'évaluer la mortalité maternelle, un indicateur de performance statistique clé est utilisé à travers le monde : le taux de mortalité maternelle.
Le taux de mortalité maternelle fait le rapport du nombre de femmes décédées de causes obstétricales directes ou indirectes jusqu'à 42 jours après l'accouchement sur le nombre de naissances vivantes. Ce taux se calcule sur une année pour 100 000 cas et permet donc par exemple d'obtenir un taux moyen annuel pour un pays.
En France par exemple ce taux à une tendance évoluant généralement à la baisse :
|      | Taux de mortalité maternelle annuel (pour 100 000 naissances vivantes) en France métropolitaine (France entière) |
| 1989 | 8,5 |
| 1990 | 10,4 |
| 1991 | 11,9 |
| 1992 | 12,9 |
| 1993 | 9,3 |
| 1994 | 11,7 |
| 1995 | 9,5 |
| 1996 | 13,2 |
| 1997 | 9,6 |
| 1998 | 10,2 |
| 1999 | 7,4 |
| 2000 | 6,5 |
| 2001 | 7,3 (7,6) |
| 2002 | 8,8 (10,2) |
| 2003 | 7,2 (8,3) |
| 2004 | 6,8 (7,6) |
| 2005 | 5,3 (5,8) |
| 2006 | 7,4 (7,2) |
| 2007 | 7,6 (8,6) |
| 2008 | 6,7 (7,7) |

En comparaison, en 2015, avec les données disponibles, La Sierra Leone est dernière avec 1360 de Taux de mortalité maternelle (MMR : maternal mortality ratio), la Somalie obtient 732 en 2015, le Yémen 385, l'Afrique du Sud 138, la Roumanie 31, la Chine 27, les États-Unis 14. La majeure partie des pays d'Europe sont à 10 ou moins, la France obtenait 8 en 2015 et enfin les premiers du tableau sont la Pologne, la Finlande, La Grèce et l'Islande avec 3 selon les statistiques propres des pays.
On peut observer une répartition inégale des décès maternels par âge grâce au rapport de l'Enquête nationale confidentielle sur les morts maternelles (ENCMM) 2010-2012 dont voici l'un des tableaux :
| Groupe d'âge | Naissances vivantes | Naissances vivantes % | Décès maternels | Décès maternels % | Ratio de morts maternelles pour 100 000 naissances vivantes | IC 95%    |
| ------------ | ------------------- | --------------------- | --------------- | ----------------- | ----------------------------------------------------------- | --------- |
| <20 ans      | 46 661              | 1.9 %                 | 6               | 2,3 %             | 12.9                                                        | 4,7-28    |
| 20-24        | 325 138             | 13,1 %                | 26              | 10,2%             | 8,0                                                         | 5,2-11,7  |
| 25-29        | 762 367             | 30,8 %                | 57              | 22,3 %            | 7,5                                                         | 6-9,7     |
| 30-34        | 810 579             | 32,7 %                | 68              | 26,6 %            | 8,4                                                         | 6,5-10,6  |
| 35-39        | 417 248             | 16,8 %                | 74              | 28,9 %            | 17,7                                                        | 13,9-22,3 |
| >40          | 115 247             | 4,7 %                 | 25              | 9,8 %             | 21,7                                                        | 14-32     |
| Tous         | 2 477 240           | 100 %                 | 256             | 100 %             | 10,3                                                        | 9,1-11,7  |

#### Répartition des morts maternelles

##### Répartition par pays de naissance
Ces données peuvent donner une indication de l'impact qu'a la provenance de la mère sur ses chances de survie. Des études sociales pourraient peut-être mettre en évidence des différences de prise en charge selon l'éthnicité, des différences de perception de la gravité des cas selon la culture et l'éducation des mères ou autres. Ici, aucune conclusion de ce type n'est tirée. Voici les données de l'ENCMM à ce sujet.
| Pays de naissance     | NV      | NV % | Décès maternels (22 femmes sont manquantes) | Décès maternels (22 femmes sont manquantes) | Ratio de mortalité maternelle | IC 95%    |
| --------------------- | ------- | ---- | ------------------------------------------- | ------------------------------------------- | ----------------------------- | --------- |
| France                | 2013622 | 81 % | 160                                         | 68,4 %                                      | 8                             | 6,8-9,3   |
| Autres pays européens | 69400   | 2,8  | 4                                           | 1,7                                         | 5,8                           | 1,6-14,8  |
| Afrique du nord       | 175630  | 7,1  | 10                                          | 4,3                                         | 5,7                           | 2,7-10,5  |
| Afrique subsaharienne | 100353  | 4,1  | 28                                          | 12,0                                        | 28                            | 18,5-40,3 |
| Autres*               | 118235  | 4,8  | 32                                          | 13,7                                        | 27,1                          | 18,5-38,2 |
| Toutes                | 2477240 | 100  | 256                                         | 100                                         | 10,3                          | 9,1-11,7  |

*Autres pays : 9 Haïti, 3 Turquie, 2 Vietnam, 1 Australie, 1 Canada, 1 Chine, 1 Comores, 1 Mayotte, 1 Iran, 1 Honduras, 1 Indonésie, 1 Malaisie, 1 Ouzbékistan, 1 Pérou, 1 Sri Lanka, 1 Ukraine, 1 Taïwan, 1 République dominicaine.

##### Répartition par région de résidence
On peut noter aussi grâce à la répartition des décès maternels par région de résidence, une différence importante entre la France métropolitaine et les départements d'outre-mer. Malgré des échantillons faibles on peut tout de même noter que cette différence était déjà présente dans le rapport de 2007-2009.
| Région                       | NV      | Décès | RMM  | IC 95%    |
| ---------------------------- | ------- | ----- | ---- | --------- |
| Départements d'Outre-mer     | 91287   | 35    | 40,5 | 28,5-55,9 |
| Ile-de-France                | 548038  | 66    | 12   | 9,3-15,3  |
| Métropole hors Ile-de-France | 1837472 | 153   | 8,3  | 7,1-9,8   |
| France entière*              | 2477420 | 254   | 10,3 | 9-11,6    |

*Parmi les 256 morts maternelles identifiées dans l'ENCMM, 2 sont survenues chez des femmes domiciliées hors de France.

#### Décès maternels évitables
Au regard des connaissances obstétricales contemporaines, de nombreux cas de morts maternelles sont considérés comme évitables. La proportion de décès considérés comme évitables est en baisse générale en France.
|           | Nombre de morts maternelles en France métropolitaine (France entière) | % de décès évitables en France métropolitaine (France entière) |
| --------- | --------------------------------------------------------------------- | -------------------------------------------------------------- |
| 1996-2000 | 269                                                                   | 54,0                                                           |
| 1997-2001 | 258                                                                   | 51,6                                                           |
| 1998-2002 | 264                                                                   | 50,4                                                           |
| 1999-2003 | 265                                                                   | 49,1                                                           |
| 2000-2004 | (275)                                                                 | (46,3)                                                         |
| 2001-2005 | (262)                                                                 | (47,1)                                                         |
| 2002-2006 | (257)                                                                 | (43,3)                                                         |

| Cause de décès                                            | Nombre | Non évitables | Peut-être évitables nombre | Peut-être évitables % | Évitables nombre | Évitables % | Non établies |
| --------------------------------------------------------- | ------ | ------------- | -------------------------- | --------------------- | ---------------- | ----------- | ------------ |
| Causes directes                                           | 98     | 31            | 42                         | 45,7                  | 19               | 20,7        | 6            |
| Hémorragies                                               | 23     | 0             | 10                         | 43,5                  | 13               | 56,5        | 0            |
| Embolie amniotique                                        | 23     | 15            | 8                          | 34,8                  | 0                | 0           | 0            |
| Complications hypertensives                               | 10     | 2             | 5                          | 62,2                  | 1                | 12,5        | 2            |
| Thromboembolies veineuses                                 | 18     | 8             | 8                          | 50                    | 0                | 0           | 2            |
| Indirectes                                                | 82     | 38            | 29                         | 40,3                  | 5                | 6,9         | 10           |
| Cardiovasculaires (comprend les cardiopathies du péritum) | 23     | 12            | 5                          | 25                    | 2                | 10          | 3            |
| AVC                                                       | 17     | 13            | 4                          | 23,5                  | 0                | 0           | 0            |
| Infections                                                | 12     | 3             | 5                          | 50                    | 2                | 20          | 2            |
| Autres maladies préexistantes                             | 18     | 5             | 11                         | 64,7                  | 1                | 5,9         | 1            |
| Toutes                                                    | 210    | 78            | 75                         | 42,4                  | 24               | 13,6        | 33           |

Le 5e rapport de l'Enquête nationale Confidentielle sur les morts maternelles (ENCMM) 2010-2012 concluait de cette manière sur les chiffres du tableau ci-dessus:
"Parmi les 210 morts maternelles expertisées, le CNEMM a jugé l’information insuffisante pour pouvoir juger de l’évitabilité du décès dans 33 cas (16 %) pour lesquels la conclusion est donc « non établie ». Au total, pour la période 2010-2012, parmi les cas pour lesquels l’évitabilité a été établie, 14 % des décès maternels ont été jugés « certainement évitables », 42 % « peut-être évitables », et 56 % « non évitables ». Ce profil est globalement stable par rapport à 2001-2003. Il montre qu’une diminution de la mortalité maternelle est encore possible et doit être obtenue, l’objectif étant de prévenir tous les décès évitables".

### Accidents de la route
En 2020, l'observatoire national interministériel de la sécurité routière (ONISR) a recensé 2 780 morts dus à des accidents de la route (mortalité à 30 jours) en France métropolitaine, dont 1 243 à bord d'un véhicule léger. En 2009, 4 273 morts avaient été recensés par le même organisme, contre 3 992 en 2010, 4 275 en 2008 et 4 620 en 2007.

### Maladie infectieuse
En France, les maladies infectieuses et parasitaires sont habituellement la troisième cause de mortalité, derrière le cancer et les maladies cardiovasculaires (voir le Tableau des causes de mortalité ci-dessus). À titre de comparaison, la mortalité spécifique due à la pandémie de Covid19 de mars 2020 à mars 2021 a été ajoutée, en 2020, la France a connu la plus importante mortalité de son histoire récente (9 % de plus qu’en 2018 ou 2019). Ce pourcentage est probablement plus élevé si on intègre dans la méthodologie de calcul les réductions de mortalité dues aux dispositions spécifiques comme le confinement et les mesures barrières, qui ont réduit quasiment à zéro la mortalité due à la grippe sur la période, et qui ont eu un effet possiblement favorable sur certaines causes de décès comme les accidents de la route ou les décès dues à la pollution atmosphérique.
Parmi ces maladies infectieuses on note :
| Maladie                       | morts par an France 2013 source CépiDc (source désormais inaccessible) | morts par an pour 100 000 habitants |
| ----------------------------- | ---------------------------------------------------------------------- | ----------------------------------- |
|                               |                                                                        |                                     |
| Covid19 (mars 2020-mars 2021) | 39 444                                                                 | 58,6                                |
|                               |                                                                        |                                     |
| grippe et pneumonie           | 9075                                                                   | 13,4                                |
| maladies diarrhéiques         | 1422                                                                   | 2,1                                 |
| hépatite virale               | 610                                                                    | 0,9                                 |
| tuberculose                   | 501                                                                    | 0,8                                 |
| SIDA et maladies à VIH        | 449                                                                    | 0,7                                 |
| Infections à méningocoques    | 23                                                                     | 0,03                                |

En 2013, environ 85 % des décès causés par les maladies infectieuses et parasitaires ont eu lieu chez des personnes de plus de 65 ans.
Autres maladies infectieuses :
- Fièvre hémorragique avec syndrome rénal (France métropolitaine)
- Maladie de Chagas (Guyane)
- Chikungunya (Réunion, Guadeloupe, Martinique, Guyane)
- Bronchiolite
- Salmonellose
- Légionellose

## Lieux où surviennent les décès
En 2016, 59,2 % des décès ont eu lieu dans des établissements de santé (hôpital ou clinique), 26,0 % à domicile, 13,5 % en maison de retraite et 1,3 % sur la voie publique. Cette répartition a évolué dans le temps : depuis les années 1980, la part des décès en établissement de santé s’est stabilisée, les décès à domicile ont diminué et diminuent encore lentement alors que les décès dans les maisons de retraite augmentent. Un tiers des décès jeunes de 15 à 24 ans le sont sur la voie publique.

## Évolution de l'âge de décès
En France, l'Ined a répertorié les âges de décès, avec plus ou moins de précision, sur la période 1806 à de nos jours.
La mortalité infantile ayant été importante par le passé, on étudie généralement les chiffres sur les populations qui ont passé un certain âge.
Ainsi, on étudiera l'espérance de vie à la naissance si l'on étudie l'ensemble de la population ; l'espérance de vie à 1 an si l'on étudie l'ensemble de la population qui a survécu à sa première année ; l'espérance de vie à 5 ans si l'on étudie l'ensemble de la population qui a survécu à ses 5 premières années.

### Âge de décès
Ces graphiques montrent la répartition des décès en fonction de l'année et de l'âge du décès.
En 2017, sur les 606 000 personnes décédées en France la moitié avait plus de 83 ans et un quart plus de 90 ans. L’âge moyen au décès ne cesse d’augmenter depuis cinquante ans. Il est passé de 72 ans pour les femmes décédées en 1967 à 83 ans pour celles décédées en 2017, et de 64 à 76 ans pour les hommes sur la même période.

#### Pour100 000 décès
Sur ces graphiques, le noir (0) indique qu'il n'y a pas de mortalité pour l'année en abscisse et l'âge en ordonnée, le blanc (100) indique qu'il y a plus de 3 225 décès sur 100 000 décès de cette année qui ont eu lieu pour cet âge. Le rouge (50) indique un taux de 1 612 décès pour 100 000 décès de l'année, pour l'âge en ordonnée.
| À la naissance | À 5 ans |
|                |         |

#### Relatif au maximum de l'année
Sur ces graphiques, le noir (0) indique qu'il n'y a pas de mortalité pour l'année en abscisse et l'âge en ordonnée, le blanc (100) indique qu'il s'agit de l'âge pour lequel il y a le maximum de décès cette année. Le rouge (50) indique qu'il y a eu 50 % du nombre de décès maximum de l'année classé par âge.
| À la naissance | À 5 ans |
|                |         |

### Espérance de vie et quartiles de survie
Les graphes qui suivent représentent l'évolution de l'espérance de vie et des quantiles de survie.
On y retrouve la médiane, le premier et dernier quartile et le premier et dernier centile.
Les graphiques indiquent aussi ces valeurs à la naissance, à 1 an et à 5 ans.
|  |  |  |

|  |  |

|  |  |  |

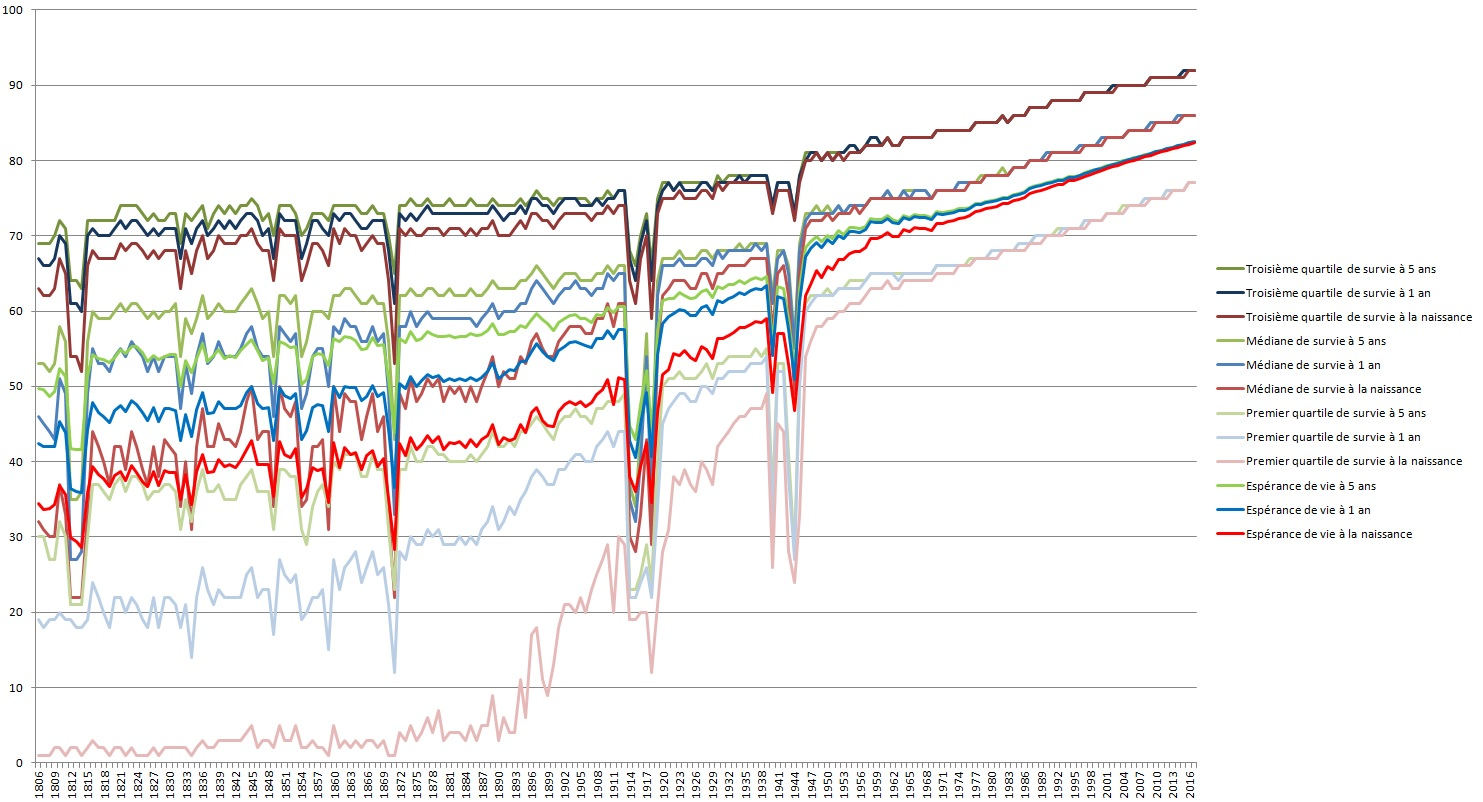
Espérance de vie et quantiles de survie en France de 1806 à 2017
Troisième quartile de survie à 5 ans
Troisième quartile de survie à 1 an
Troisième quartile de survie à la naissance
Médiane de survie à 5 ans
Médiane de survie à 1 an
Médiane de survie à la naissance
Premier quartile de survie à 5 ans
Premier quartile de survie à 1 an
Premier quartile de survie à la naissance
Espérance de vie à 5 ans
Espérance de vie à 1 an
Espérance de vie à la naissance

### Survivance
Les graphiques suivants mettent en avant la quantité de survivants pour un âge donné.
|  |  |

Les graphiques suivants mettent en avant le pourcentage de la population morte à un âge donné.
|  |  |